# Удмуртский Ятцаз
Удмуртский Ятцаз — деревня в Алнашском районе Удмуртии, входит в Байтеряковское сельское поселение. Находится в 14 км к юго-западу от села Алнаши и в 101 км к юго-западу от Ижевска.
Население на 1 января 2008 года — 66 человек.

## История
На 15 июля 1929 года деревня находилась в Байтеряковском сельсовете Алнашского района. В том же году в СССР начинается сплошная коллективизация, в процессе которой в деревне образована сельхозартель (колхоз) «Мачта».
- Михайлов Григорий Михайлович (1895 г.р.) — председатель колхоза. Арестован 7 января 1942 года. Приговор: 7 лет.

В 1950 году проводится укрупнение сельхозартелей колхоз «Мачта» упразднён, несколько соседних колхозов объединены в один колхоз «имени Калинина». В 1963 году Байтеряковский сельсовет упразднён и деревня причислена к Кучеряновскому сельсовету, а в 1964 году Кучеряновский сельсовет переименован в Байтеряковский сельсовет с перенесением центра сельсовета из деревни Кучеряново в деревню Байтеряково.
16 ноября 2004 года Байтеряковский сельсовет был преобразован в муниципальное образование «Байтеряковское» и наделён статусом сельского поселения.

## Социальная инфраструктура
Удмуртско-Ятцазская начальная школа — 8 учеников в 2008 году
Школа была основана в 1897 году П. К. Ушковым. Со дня основания она не прекращала свою работу и выпустила немало людей, которые стали известными, работали и работают по сей день на благо нашей Родины. В 2007 году школа отметила своё 110-летие со дня основания. Само здание школы является памятником народного деревянного зодчества. В 2010 году работа школы была приостановлена вследствие политики оптимизации.